# Thomas Laird
Pour les articles homonymes, voir Laird (homonymie).
Ne pas confondre avec Thomas Laird Kennedy, homme politique canadien
Thomas Laird, né le 30 juin 1953, est un journaliste, écrivain et photographe américain spécialiste du Tibet.
Laird a vécu pendant 30 ans à Katmandou au Népal, où il partage actuellement son temps avec La Nouvelle-Orléans. Il a écrit de nombreux articles sur le Tibet pour les magazines Time et Newsweek

## Biographie et œuvre
Laird quitte les États-Unis à 18 ans en 1971, voyageant de l’Europe au Népal en traversant la Turquie, l’Iran, l’Afghanistan, le Pakistan et l’Inde. En 1973, il étudie avec des refugiés tibétains au Népal, et obtint la permission d’enregistrer dans les monastères bouddhistes de Katmandou, créant le tout premier LP de musique rituelle tibétaine,.
En 1979, Il s’installe à Katmandou, où il travaille en tant que photographe, guide de trek dans les Himalayas, et journaliste. Il photographia la guerre civile népalaise de 1991, et en 1992 il obtient la permission de vivre au Mustang. Laird est aussi la première personne occidentale à traverser légalement de l’ouest du Népal au Mont Kailash et à descendre le long du Brahmapoutre en coracle en temps modernes. Lors du massacre de la famille royale népalaise en 2001, il publia le premier rapport factuel des faits dans un article pour Time magazine.
Ses articles et photographies ont aussi été publiés par National Geographic, Newsweek, Men's Journal (en), Condé Nast Traveler (en), Outside (magazine), The New York Times, The Sunday Telegraph, Stern, South China Morning Post, People, Le Figaro, Geo, Asahi Shinbun, Elle et Il Messaggero.
Sa collection de photos de fresques tibétaines constitute la plus grande archive existante de ces œuvres, sujet de nombreuses expositions à travers le monde,.
Son ouvrage Une histoire du Tibet s’appuie sur des entretiens avec le 14e dalaï-lama, plus de 60 heures de conversations et résume 2000 ans de civilisation himalayenne. Laird a pour intention d'écrire dans cet ouvrage une histoire populaire du Tibet,.
Dans Into Tibet: The CIA's First Atomic Spy and His Secret Expedition to Lhasa, Laird révèle les détails de la vie de Douglas Mackiernan (en), le premier agent de la CIA à mourir lors d'une mission secrète. D'après Laird, Mackiernan s'était rendu au Tibet dans le cadre des efforts américains lors de la guerre froide, alors que les États-Unis tentaient d'armer le Tibet face à l'intervention militaire chinoise. Tué par des gardes frontières tibétains, l'existence de Mackiernan et de son travail pour le CIA restent controversés, d'autant plus que le récit de Laird fut complètement rejeté par la CIA par un communiqué officiel,.
Depuis 2008, il travaille à la création des premières images grandeur nature de peintures murales tibétaines. Les estampes d’art de ces œuvres ont fait l'objet de plusieurs expositions et sont conservées dans des collections publiques et privées. Les éditions Taschen ont publié ces images dans leur SUMO Murals of Tibet en 2018.

## Ouvrages
- Avec Ian A. Baker, Le temple secret du Dalaï-Lama: fresques tantriques du Tibet (Photos de Thomas Laird, traduit par Dominique Lablanche) Ed. de La Martinière, 2000,  (ISBN 2732426741 et 9782732426747)
- Avec le Dalaï-Lama, Christophe Mercier Une histoire du Tibet : Conversations avec le Dalaï Lama, de, Plon, 2007,  (ISBN 2259198910)
- (en) Avec Peter Matthiessen, East of Lo Monthang: in the land of Mustang, Shambhala Publications, 1995,  (ISBN 1570621314 et 9781570621314)
- (en) Into Tibet: The CIA's First Atomic Spy and His Secret Expedition to Lhasa, Grove Press, 2003,  (ISBN 080213999X et 9780802139993)